# Murrayville
Murrayville – wieś w Stanach Zjednoczonych, w stanie Illinois, w hrabstwie Morgan.